# Mick Whitnall
Mick Whitnall (ur. 7 listopada 1978 w Doncaster) – gitarzysta brytyjskiej grupy rockowej Babyshambles, założonej przez Pete'a Doherty'ego. W 2006 roku zastąpił ówczesnego gitarzystę Patricka Waldena. Przedtem grał w Kill City - zespole byłej narzeczonej Doherty'ego  Lisy Moorish.